# 長井元房
長井 元房（ながい もとふさ）は、安土桃山時代から江戸時代初期にかけての武将。毛利氏の家臣で、長州藩士。父は長井元為。母は祖式友兼の娘。子に長井元則。毛利輝元に殉死した人物として知られる。

## 生涯

### 毛利氏帰参
安芸国の戦国大名・毛利氏の同族である長井元為の嫡男として生まれ、毛利輝元に仕える。
若いころに不行儀だったことで輝元の折檻を受けて毛利氏の領国を追放されるところだったが、輝元の計らいによって母方の伯父にあたる祖式元安・元信兄弟のもとに預けられることとなった。
輝元の温情を受けて前非を悔い、行儀を正した元房は、慶長13年（1608年）5月8日に、心を入れ替えて輝元への忠誠を誓い、もし帰参を許されず毛利氏を離れることになっても他の主君に仕えることはないことを誓約する血判起請文を榎本元吉と洞春寺の住職である筠渓玄轍に宛てて提出している。
上記は元房自身が嘘偽り無しと神仏に誓って記した起請文による経緯であるが、別の逸話として、若いころに故あって毛利氏を出奔して牢人となったが、他国を放浪している間も密かに輝元の庇護を受けて銀子を与えられ、毛利氏を離れた事情が解決すると毛利氏に帰参したとする逸話もある。

### 殉死
寛永2年（1625年）4月27日に毛利輝元が長門国萩において死去。同年5月13日には萩の平安寺において輝元の葬儀が盛大に執り行われ、輝元の遺骨は隠居所の地に丁重に埋葬され、一寺を建立して「天樹院」と称した。
輝元の葬儀から十数日後の6月2日、恩を受けた輝元に殉死するために元房は自害した。元房は輝元の墓に向かって左側に葬られて五輪塔が建てられ、嫡男の元則が後を継いだ。
一説に、幕末の長州藩士・長井雅楽の先祖とされるが、元房の嫡男・元則は毛利綱広の代に暇を与えられ御家断絶となっている。

### 元房の猫
元房が殉死すると、元房が可愛がっていた愛猫は深く悲しんだためか物を食べず日夜町筋を彷徨して鳴き続けていたが、元房の四十九日の法会の日に猫が元房の墓の側で舌を噛んで死んでいるところが見つかり、天樹院の寺僧は猫を憐れんで密かに天樹院の敷地内に葬った。猫を葬った土塚は「猫塚」と呼ばれ、明治ごろまでは存在していたが、現存はしていない。また、天樹院の南の横手の筋は「猫ノ丁」と呼ばれているが、元房の愛猫の逸話が名前の由来と伝えられている。